# Иваничи (Головинская сельская община)
Иваничи (укр. Іваничі) — село в Головинской сельской общине Ровненского района Ровненской области Украины.

Население по переписи 2001 года составляло 574 человека. Почтовый индекс — 35041. Телефонный код — 3657. Код КОАТУУ — 5623480804.

## История
В 1946 г. Указом Президиума ВС УССР село Янкевичи переименовано в Иваничи.
До 2020 года входило в Костопольский район.